# 東京拉麺
東京拉麺株式会社（とうきょうラーメン）は、栃木県足利市に本社を置くインスタントラーメンを販売する会社である。

## 概要
東京拉麺の製品は、新栄食品株式会社（しんえいしょくひん）が製造している。新栄食品は、世界で初めてミニサイズの即席麺を開発した貴重なメーカーであり、同社の商品はダイソー、ローソンストア100等の100円ショップでも販売されている。また、世界で初めてミニサイズのカップ麺を開発した企業でもあり、駄菓子屋を中心に販売されている。マスコットキャラクターは「しんちゃん」で、名前は新栄食品から由来する。

## 沿革[1]
- 1935年　今泉清（初代社長）、栃木県足利市に個人開業。
- 1950年　今泉製麺所を発足。
- 1965年　即席麺工場を新設。
- 1969年　平和食品株式会社に社名変更。
- 1970年　乾麺工場を増設。
- 1977年　新栄食品株式会社に社名変更。今泉誠司(二代目社長就任)
- 1996年　販売会社として東京拉麺株式会社を設立。
- 2004年　今泉和成(三代目社長就任)
- 2013年　足利市県町にて、新工場稼働開始。
- 2013年　ISO22000取得。

## 主な商品[2]
- お徳用ラーメン　16食入（味付き麺）
  - チキン味
- 東京拉麺シリーズ　4個入（味付き麺）
  - チキン味
  - エビ塩とんこつ味
  - マイルドカレー味
  - ピリ辛にんにく味
  - トムヤムクン味

- オキコラーメン - 沖縄県中頭郡西原町に本社を置く製パン会社・オキコから受託生産する4個入りのミニラーメン。
- ミニカップシリーズ
  - しんちゃんラーメン（チキン味） (生産終了)
  - しんちゃん焼そば
  - しんちゃんとんこつラーメン
  - ペペロンチーノ - ラーメン風とお湯を捨ててパスタ風のいずれかで食べることができる
  - うどん屋しんちゃん
  - ねぎ塩カルビ焼そば
  - バトルラーメン (にんにくと唐辛子味)
  - トマッチーノ（生産終了）
- ハト印シリーズ（乾麺）
  - うどん
  - ひやむぎ
  - そうめん
  - 中めん
  - ひもかわ
  - 鑁阿寺うどん
  - 字降そうめん

## インスタントラーメンとしての東京拉麺
4個入りの味付ミニインスタントラーメン。スナック菓子感覚でそのまま食べることができる他、お湯をかけて湯戻し3分、煮込みで2分と、食べ方が自由自在である。